# Cantonul Cherbourg-Octeville-Nord-Ouest
Cantonul Cherbourg-Octeville-Nord-Ouest este un canton din arondismentul Cherbourg-Octeville, departamentul Manche, regiunea Basse-Normandie, Franța.